# Léa Seydoux
Léa Hélène Seydoux-Fornier de Clausonne (ejtsd: lea szedu) (Párizs, 1985. július 1. –) francia színésznő.

## Gyermekkora és családja
Édesapja, Henri Seydoux a drónokat gyártó Parrot SA cég társalapító elnöke. Édesanyja, Valérie Schlumberger az elzászi Schlumberger vállalkozók családjából származik. Unokanagybátyjai Nicolas Seydoux, a Gaumont filmgyártó cég ügyvezető igazgatója, illetve Michel Seydoux, a francia OSC Lille labdarúgóklub egykori elnöke. Apai nagyapja, Jérôme Seydoux az egyik meghatározó francia filmprodukciós és -forgalmazó cég, a Pathé elnöke.
Több testvére is van. Édesanyjának három gyereke született, akik közül a legidősebb 16 évvel idősebb Léánál. Másik nővére, Camille (1982–) stylist, és akivel egy ideig együtt is dolgozott. Édesanyja szenegáli jótékonysági projekteket valósított meg, többek között fenntart egy menhelyet nehéz helyzetben lévő nőknek, illetve gyerekeknek.
Szülei három éves korában elváltak, apjának két gyermeke született következő feleségétől. A négy nővérével (akik közül három anyja előző házasságából származott) jórészt anyjukkal éltek, aki gyakran volt távol. Seydoux néhány nyári vakációt Amerikában töltött, nyelvtanulás céljából.

## Színészi pályafutása
Színészi karrierjét 2006-ban kezdte. 2009-ben César-díjra jelölték Christophe Honoré Francia szépség című filmjében nyújtott alakításáért. 2011-ben újabb César-jelölést kapott, ezúttal Rebecca Zlotowski Rózsatövis című drámájának női főszerepéért. Újabb főszerepet játszott Benoît Jacquot Búcsú a királynémtól című történelmi drámájában, amely 2012-ben nyitotta meg a Berlini Nemzetközi Filmfesztivál versenyét. 
2009-től olyan nemzetközi produkciókban is mellékszerepeket játszott, mint Quentin Tarantino Becstelen brigantyk (2009) című háborús filmje, Ridley Scott 2010-es Robin Hoodja remake-je és Woody Allen Éjfélkor Párizsban című rendezése. A 2013-as cannes-i fesztiválon Arany Pálmával jutalmazták az Adèle élete – 1–2. fejezet című filmdráma főszerepéért.
A 2018-as cannes-i fesztivál versenyzsűrijének tagja volt. Ugyanebben az évben az Oscar-díjat is átadó Filmművészeti és Filmtudományi Akadémia meghívta soraiba. Négy, Seydoux főszereplésével készült filmet választottak be a 2001-es cannes-i filmfesztiválra, amelyet a Covid19-pandémia miatt nem tartottak meg a hagyományos formában.
Seydoux játszotta Fragile szerepét a 2019-es Death Stranding videójátékban, amelyet Kodzsima Hideo rendezett. 2024 nyarán együtt dolgozott Enyedi Ildikóval. A Csendes barát magyarországi forgatása júniusban ért véget, a mozikba várhatóan 2025-ben kerül majd.

## Magánélete
2013 óta él együtt André Meyer pénzügyi befektetővel és művészeti kurátorral. 2017 januárjában fiuk született.
2017-ben részletesen írt arról, hogy a szexuális zaklatással vádolt Harvey Weinstein producer hogyan csábította fel hotelszobájába, és hogyan kellett küzdenie, hogy kiszabadítsa magát a férfi karjaiból. Seydoux azt írja, a férfi nagydarab és kövér, így rendesen meg kellett küzdenie, hogy kiszabaduljon a szorításából. „De nem féltem, végig pontosan tudtam, milyen ember is ő.”
A színésznő tagja az 50/50 kollektívának, amelynek célja a nők és férfiak közötti egyenlőség, valamint a mozi és az audiovizuális sokszínűség előmozdítása.

## Filmográfia

### Film
| Év   | Magyar cím                             | Eredeti cím                          | Szerep                 | Magyar hang        | Rendező                |
| ---- | -------------------------------------- | ------------------------------------ | ---------------------- | ------------------ | ---------------------- |
| 2006 | Majdnem bombanők                       | Mes copines                          | Aurore                 | Fésűs Bea          | Sylvie Ayme            |
| 2007 | Az utolsó úrnő                         | Une vieille maîtresse                | Olivia                 |                    | Catherine Breillat     |
| 2007 |                                        | 13 French Street                     | Jenny                  |                    | Jean-Pierre Mocky      |
| 2008 | A háborúról                            | On War                               | Marie                  |                    | Bertrand Bonello (1.)  |
| 2008 |                                        | Des poupées et des anges             | Gisèle                 |                    | Nora Hamdi             |
| 2008 | Francia szépség                        | La belle personne                    | Junie                  | Bogdányi Titanilla | Christophe Honoré      |
| 2009 |                                        | Lourdes                              | Maria                  |                    | Jessica Hausner        |
| 2009 |                                        | Des illusions                        | lány a metrón          |                    | Étienne Faure          |
| 2009 | Becstelen brigantyk                    | Inglourious Basterds                 | Charlotte LaPadite     | nem szólal meg     | Quentin Tarantino      |
| 2009 |                                        | Plein sud                            | Léa                    |                    | Sébastien Lifshitz     |
| 2010 | Robin Hood                             | Robin Hood                           | Angoulême-i Izabella   | Tenki Réka         | Ridley Scott           |
| 2010 | Feddhetetlen                           | Sans laisser de traces               | Fleur                  |                    | Grégoire Vigneron      |
| 2010 |                                        | Belle Épine                          | Prudence Friedmann     |                    | Rebecca Zlotowski (1.) |
| 2010 |                                        | Roses à crédit                       | Marjoline              |                    | Amos Gitai             |
| 2011 | Éjfélkor Párizsban                     | Midnight in Paris                    | Gabrielle              |                    | Woody Allen            |
| 2011 | Mission: Impossible – Fantom protokoll | Mission: Impossible – Ghost Protocol | Sabine Moreau          | Tenki Réka         | Brad Bird              |
| 2011 | A feleségem regénye                    | Le roman de ma femme                 | Eve                    |                    | Jamshed Usmonov        |
| 2012 | Búcsú a királynémtól                   | Les adieux à la reine                | Agathe-Sidonie Laborde | Berkes Boglárka    | Benoît Jacquot (1.)    |
| 2012 | Nővér                                  | L'enfant d'en haut                   | Louise                 | Böhm Anita         | Ursula Meier           |
| 2012 | Nővér                                  | L'enfant d'en haut                   | Louise                 | Csifó Dorina       | Ursula Meier           |
| 2013 | Adèle élete – 1–2. fejezet             | La Vie d'Adèle – Chapitres 1 & 2     | Emma                   |                    | Abdellatif Kechiche    |
| 2013 | Az erőmű                               | Grand Central                        | Karole                 |                    | Rebecca Zlotowski (2.) |
| 2014 | A szépség és a szörnyeteg              | La belle et la bête                  | Belle                  | Bozó Andrea        | Christophe Gans        |
| 2014 | A Grand Budapest Hotel                 | The Grand Budapest Hotel             | Clotilde               |                    | Wes Anderson (1.)      |
| 2014 |                                        | Saint Laurent                        | Loulou de la Falaise   |                    | Bertrand Bonello (2.)  |
| 2015 | Egy szobalány naplója                  | Le journal d'une femme de chambre    | Célestine              | Pálmai Anna        | Benoît Jacquot (2.)    |
| 2015 | A homár                                | The Lobster                          | Magányosok vezetője    | Hay Anna           | Jórgosz Lánthimosz     |
| 2015 | Spectre – A Fantom visszatér           | Spectre                              | Madeleine Swann        | Bozó Andrea        | Sam Mendes             |
| 2016 | Ez csak a világ vége                   | Juste la fin du monde                | Suzanne                |                    | Xavier Dolan           |
| 2018 | Zoe                                    | Zoe                                  | Zoe                    | Sipos Eszter Anna  | Drake Doremus          |
| 2018 | Kurszk                                 | Kursk                                | Tanya                  |                    | Thomas Vinterberg      |
| 2019 |                                        | Roubaix, une lumière                 | Claude                 |                    | Arnaud Desplechin (1.) |
| 2021 | A Francia Kiadás                       | The French Dispatch                  | Simone                 | Csuha Borbála      | Wes Anderson (2.)      |
| 2021 |                                        | Tromperie                            | angol szerető          |                    | Arnaud Desplechin (2.) |
| 2021 | A feleségem története                  | –                                    | Lizzy                  | Kurta Niké         | Enyedi Ildikó          |
| 2021 | France                                 | France                               | France de Meurs        | Földes Eszter      | Bruno Dumont           |
| 2021 | Nincs idő meghalni                     | No Time to Die                       | Madeleine Swann        | Bozó Andrea        | Cary Joji Fukunaga     |
| 2022 | A jövő bűnei                           | Crimes of the Future                 | Caprice                | Dobó Enikő         | David Cronenberg       |
| 2022 | Egy szép reggelen                      | Un beau matin                        | Sandra Kienzler        |                    | Mia Hansen-Løve        |
| 2023 |                                        | La bête                              | Gabrielle              |                    | Bertrand Bonello (3.)  |
| 2024 | Dűne: Második rész                     | Dune: Part Two                       | Margot Fenring         | Csuha Borbála      | Denis Villeneuve       |

Rövidfilm
- 2010: Petit tailleur – Marie–Julie
- 2011: Time Doesn't Stand Still – Elle
- 2013: Prada: Candy – Candy
- 2021: Louis Vuitton: Spell on You – nő

### Televízió
| Év   | Cím                      | Szerep             | Megjegyzések           |
| ---- | ------------------------ | ------------------ | ---------------------- |
| 2004 | Père et Maire            | La Lycéenne        | 1 epizód               |
| 2008 | Les Vacances de Clémence | Jackie             | tévéfilm               |
| 2011 | Mistérios de Lisboa      | Blanche de Monfort | minisorozat (1 epizód) |